# St. Marien (Quedlinburg)

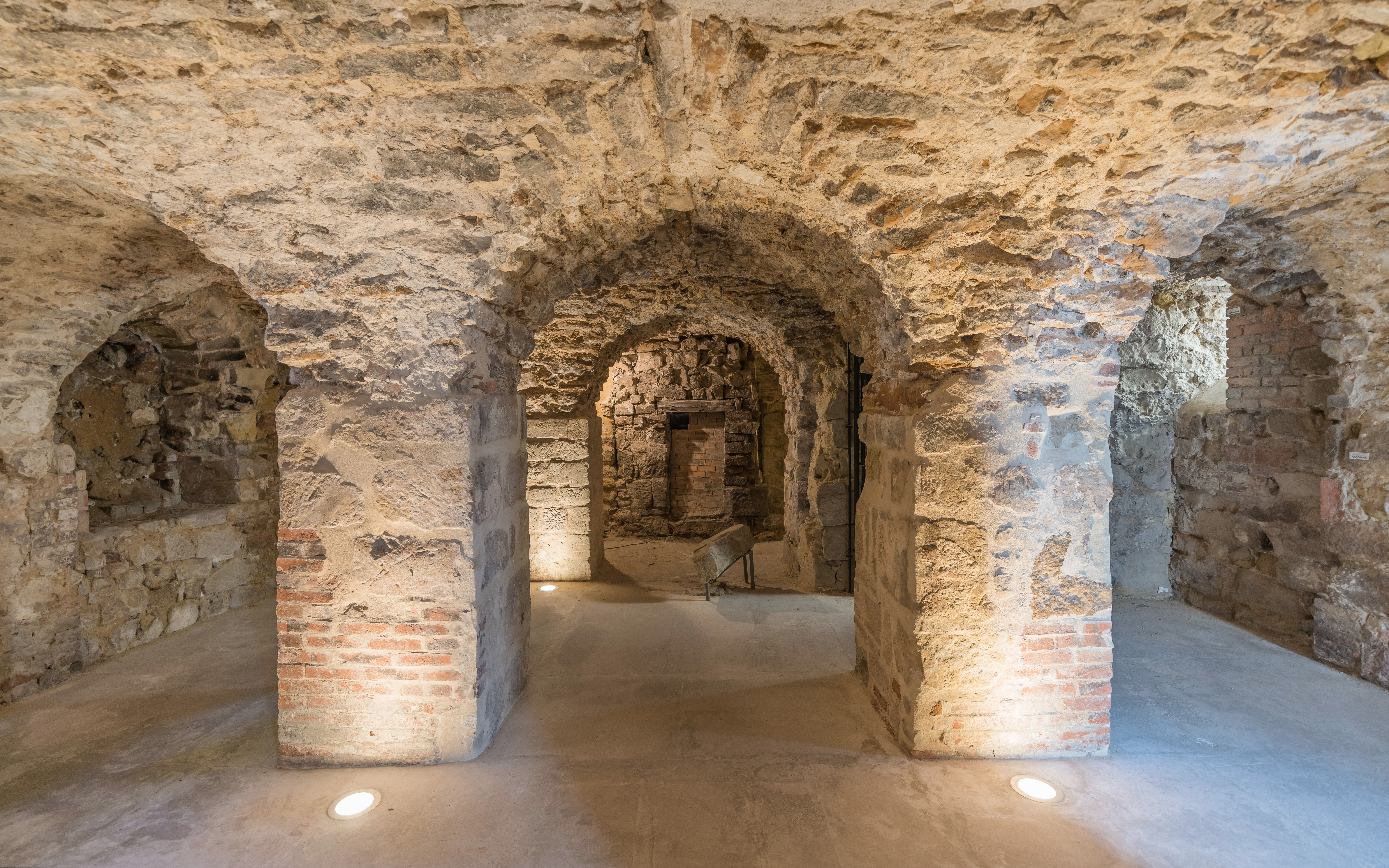
Erhaltener Innenraum der ehemaligen Westkrypta

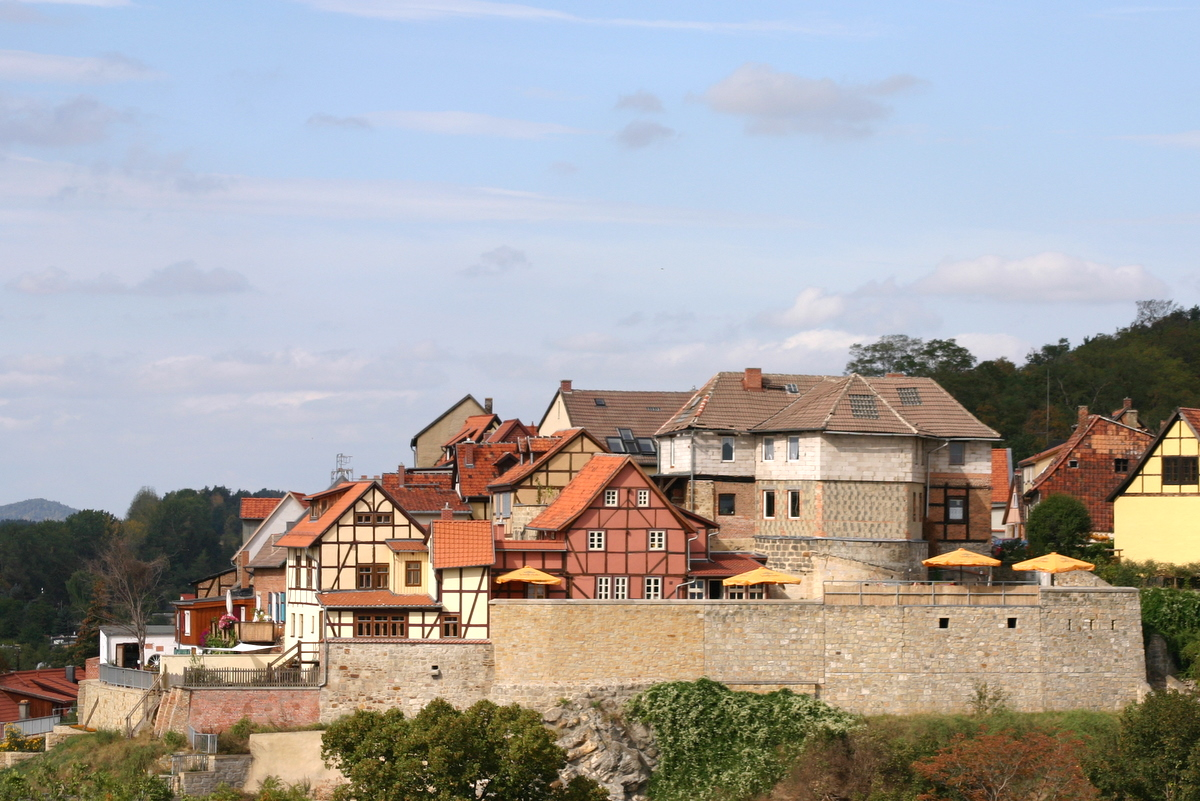
Der Münzenberg in Quedlinburg

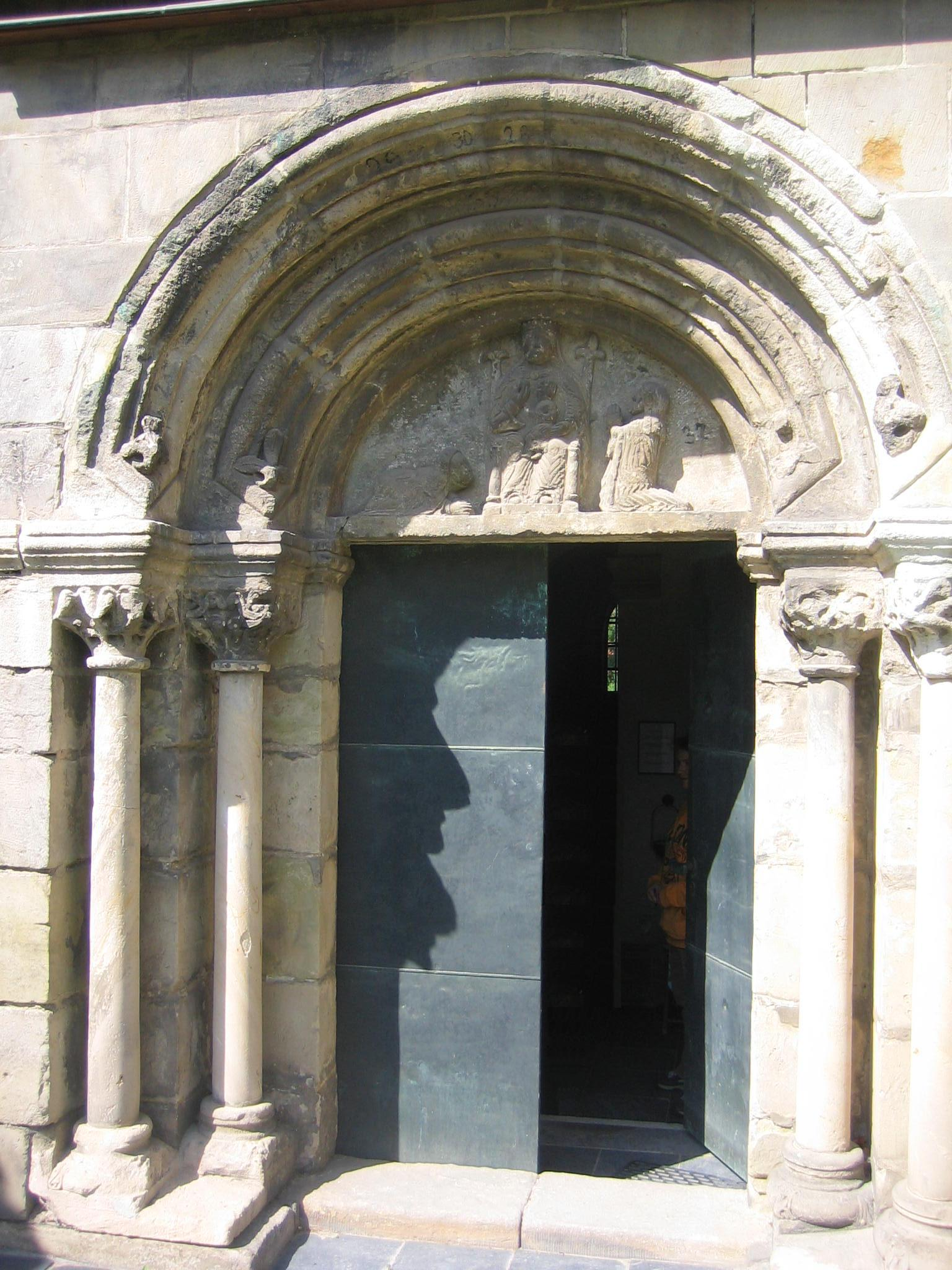
Ehemaliges Portal der Marienkirche, heute als Südportal der Wipertikirche

St. Marien auf dem Münzenberg war nach der Stiftskirche und St. Wiperti der dritte große vorromanische Kirchenraum in Quedlinburg. 
Sie wird seit 1525 nicht mehr als Sakralraum genutzt, ihre Reste wurden aber durch eine private Initiative von Siegfried Behrens und seiner Ehefrau in den 1990er und 2000er Jahren wieder in großen Teilen zugänglich gemacht. Zur langfristigen Sicherung wurde dieses Projekt an die Deutsche Stiftung Denkmalschutz übertragen.

## Geschichte
Die Kirche war 986 auf Veranlassung der Äbtissin Mathilde zur Erinnerung an ihren unerwartet früh verstorbenen Bruder, Kaiser Otto II., als Klosterkirche der Quedlinburger Benediktinerinnen gegründet worden. 1017 wurde sie nach einem Brand in Gegenwart Heinrichs II. neu geweiht. 
Die Kirche hatte ein dreizelliges Sanktuarium mit geräumiger Halbkreisapsis, ein kurzes Langhaus und einen voluminösen querrechteckigen Westbau mit Empore. Unter der Apsis befindet sich eine Hallenkrypta. 
Der Bau zeigt, nach einzelnen Forschern, Ähnlichkeiten mit oströmisch-byzantinischen Kirchen, etwa der im heutigen Syrien befindlichen Basilikaruine von Qalb Loze aus dem 6. Jahrhundert. Diese sollen vor allem die das Sanktuarium begleitenden Presbyterien und den Westbau mit Emporen betreffen. Ob möglicherweise die Kaiserin Theophanu persönlich in den Bau eingegriffen hat, ist umstritten.
Nach den Zerstörungen im Bauernkrieg war das Kloster verlassen worden. Seit der 2. Hälfte des 16. Jahrhunderts siedelten sich einfache Leute (Musikanten etc.) auf dem Münzenberg an. Diese zersiedelten das ehemalige Klostergelände mit vielen kleinen Häusern, so dass der Kirchenraum in 17 einzelnen Häusern aufgeteilt und überbaut war. 
Die Überbauung besteht auch heute in weiten Teilen, wobei die Häusergruppe im Quedlinburger Denkmalverzeichnis eingetragen ist. Das Haus Münzenberg 8 steht dabei heute selbst als Einzeldenkmal unter Denkmalschutz. Das Haus Münzenberg 2 entstand auf dem Chor und den Querarmen der Kirche. Ursprünglich in Fachwerkbauweise errichtet, wurde die Fachwerkkonstruktion durch eine massive Bauweise ersetzt. Auf der Westseite des Hauses Münzenberg 65 befinden sich hier wiederverwandte flache, stilisierte Rankenornamente.
Das Portal befindet sich heute an St. Wiperti. Ein Großteil des Kirchenraumes konnte aber in Anlehnung an die ursprüngliche Form im Münzenberg-Museum wieder zugänglich gemacht werden. Bei der Freilegung des Kirchengrundrisses wurden auch mehrere eindrucksvolle hochmittelalterliche Kopfnischengräber entdeckt.